# Aéroport d'Öskemen
L’aéroport international d'Öskemen ou aéroport  d'Oust-Kamenogorsk (russe : аэропорт Усть-Каменогорск) (code IATA : UKK • code OACI : UASK) est un aéroport desservant la ville d'Öskemen, au Kazakhstan.

## Situation
| \| 100 km1:25 028 000 \| Turkestan Aktaou Aktioubé Almaty Astana Atyraw Balkhach Chimkent Jezkazgan Kökşetaw Kostanaï Kyzylorda Öskemen Ourdchar Oucharal Oural Pavlodar Petropavl Sary-Arka Semeï Taldykourgan Taraz |
| 100 km1:25 028 000 |

## Statistiques
Pour des raisons techniques, il est temporairement impossible d'afficher le graphique qui aurait dû être présenté ici.

Voir la requête brute et les sources sur Wikidata.

## Compagnies et destinations

### Passagers
| Compagnies    | Destinations                                |
| ------------- | ------------------------------------------- |
| Air Astana    | Almaty, Noursoultan                         |
| Bek Air       | Almaty, Noursoultan (all flights suspendu)  |
| Qazaq Air     | Noursoultan                                 |
| S7 Airlines   | Moscou-Domodédovo, Novossibirsk-Tolmatchevo |
| SCAT Airlines | Almaty, Karaganda-Sary-Arka, Noursoultan,   |

Édité le 11/03/2020